# Vyhniansky travertín
Vyhniansky travertín – pomnik przyrody (słow. prírodná pamiatka) na środkowo-zachodniej Słowacji, w kraju  (słow. kraj) bańskobystrzyckim, w powiecie (słow. okres) Żar nad Hronem, w miejscowości Vyhne.
Vyhniansky travertín znajduje się w zachodniej części Gór Szczawnickich (słow. Štiavnické vrchy), w miejscowości Vyhne, ok. 100 m od nowo powstałego uzdrowiska Vodný raj Vyhne, utworzonego w 2007 r., w pobliżu boisk sportowych.
Obszar został uznany za pomnik przyrody w 1986 r. Jego powierzchnia wynosi 0,36 ha. Przedmiotem ochrony jest krasowy utwór - trawertyn, powstały w młodotrzeciorzędowych wulkanitach. Po raz pierwszy w Europie były tu opisane bakterie żelaziste Gallionella.
Sam utwór powstał wskutek działalności górniczej człowieka na obszarze dawnego wulkanizmu. Gorąca woda, z rozpuszczonymi solami mineralnymi, wypływa ze starej sztolni. W miejscu wypływu oziębia się i wytrącają się z niej nacieki węglanowe. Kolumna trawertynowa ma 3,5 m wysokości i 80 cm szerokości. Proces wytrącania trawertynu trwa w dalszym ciągu.